# Ferroso
Ferroso, em química, indica um composto de ferro bivalente (número de oxidação +2), como oposto a férrico, o qual indica um composto de ferro trivalente (número de oxidação +3). Os minerais contendo ferro ferroso são por vezes designados por minerais ferroanos.

## Descrição
Um exemplo típico de composto ferroso é o sulfato de ferro (II) ou sulfato ferroso.
Fora do campo da química e dos compostos de ferro, ferroso é um adjetivo usado para indicar a presença de ferro. A palavra é derivada da palavra latina ferrum ("ferro"). Metais ferrosos e ligas incluem aço e gusa (com um conteúdo de carbono de poucos porcentos) e ligas de ferro com outros metais (tais como os aços inoxidáveis, com presença de cromo, entre outros).
O termo não-ferroso é usado para indicar outros metais e ligas sem uma apreciável quantidade de ferro, como por exemplo, ligas de alumínio ou cobre.